# 레니 로브레도

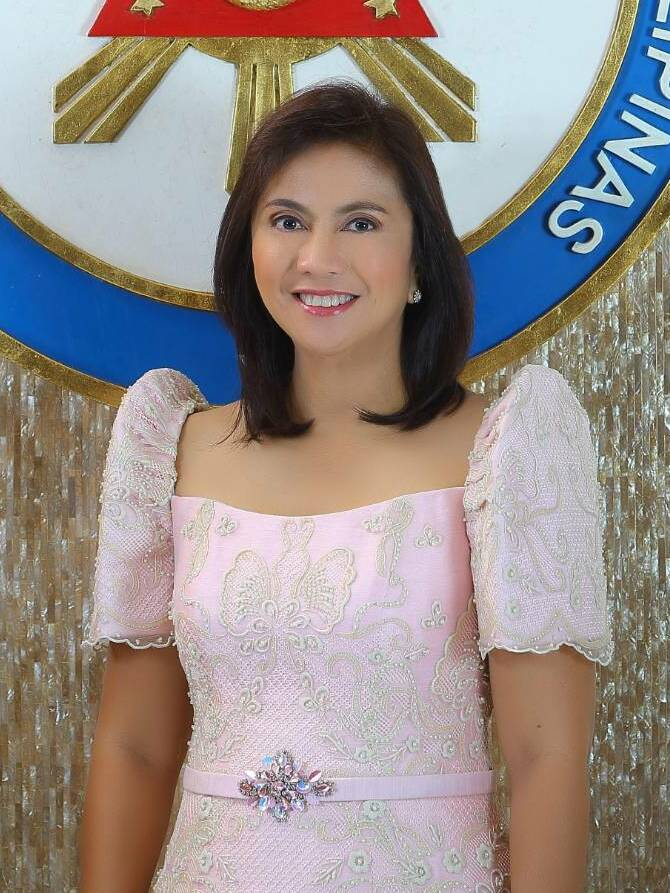
레니 로브레도(2017년)

레니 로브레도(타갈로그어: Leni Robredo, 본명: Maria Leonor Santo Tomas Gerona, 1965년 4월 23일~ )는 필리핀의 변호사, 사회 활동가, 정치인이다. 2016년 선거에서 제14대 부통령에 당선되었다.
지난 2012년, 내무부 장관이었던 그녀의 남편 제시 로브레도는 딸의 수영대회 관람을 위해 마닐라에서 나가시티까지 경비행기 이동중 추락사고로 목숨을 잃었다. 이후 그녀는 정계 입문을 결심했다. 2016년 대통령 선거에서 약 1440여만표를 득표하며, 페르디난드 마르코스의 아들인 봉봉 마르코스를 26만여 표차로 따돌리고 부통령에 당선되었다. 임기는 6년으로 2016년 6월 30일 취임했다. 2022년 필리핀 대통령 선거에서 대통령 선거에 출마했으나 봉봉 마르코스에 밀려 낙선하였다.

## 역대 선거 결과
| 선거명      | 직책명                            | 대수 | 정당   | 득표율 | 득표수       | 결과 | 당락                 |
| ----------- | --------------------------------- | ---- | ------ | ------ | ------------ | ---- | -------------------- |
| 2013년 선거 | 하원의원 (남카마리네스 제3선거구) | 16대 | 자유당 | 69.93% | 123,843표    | 1위  | 필리핀 하원의원 당선 |
| 2016년 선거 | 필리핀 부통령                     | 14대 | 자유당 | 35.11% | 14,418,817표 | 1위  |                      |
| 2022년 선거 | 필리핀 대통령                     | 17대 | 무소속 | 27.94% | 15,035,773표 | 2위  | 낙선                 |

## 같이 보기
- 로드리고 두테르테